# Polybia furnaria
Polybia furnaria är en getingart som beskrevs av Ihering 1904. Polybia furnaria ingår i släktet Polybia och familjen getingar. Inga underarter finns listade i Catalogue of Life.